# 沢田和延
沢田 和延（さわだ かずのぶ、1955年〈昭和30年〉4月10日 - ）は、日本の政治家。愛知県江南市長（3期）。元江南市議会議員（4期）。戸籍上の正しい表記は澤田 和延である。

## 来歴

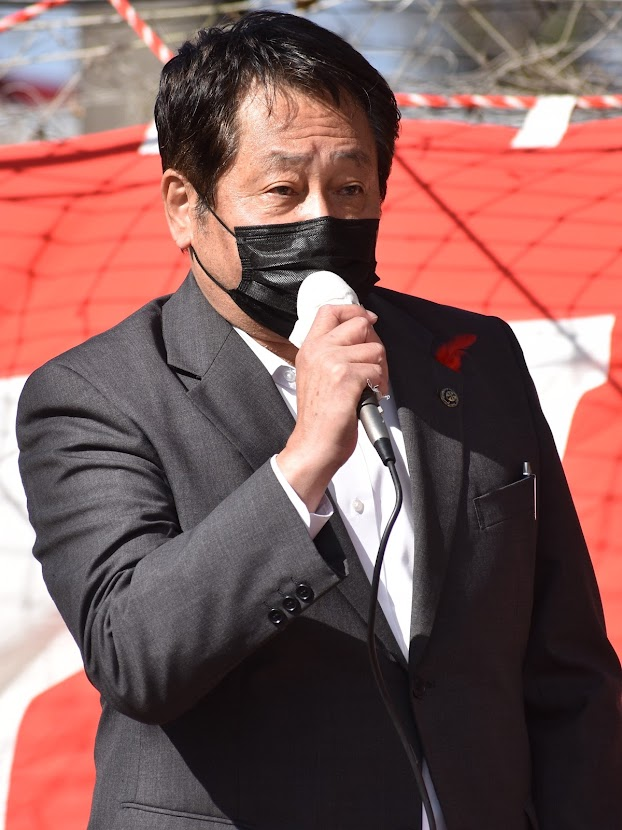
2021年10月23日、江南市小杁町にて

愛知県江南市出身。江南市立古知野西小学校、滝中学校・高等学校、高崎経済大学経済学部卒業。1978年（昭和53年）4月、税理士事務所員となる。
1999年（平成11年）の江南市議会議員選挙で初当選し、市議を4期を務める。市議時代には市議会議長（2007年）や江南丹羽環境管理組合議会議長（2006年）の役職を務めた。
市議会与党会派の幹事長として長年、現職の市長の堀元を支えてきたが、多選反対を掲げ、2015年（平成27年）4月26日に行われた江南市長選挙に出馬。衆議院議員の江崎鉄磨や地元選出県議の奥村悠二の支援を受けた堀との一騎打ちを制し、初当選を果たした。4月30日に市長就任。
※当日有権者数：79,728人 最終投票率：53.64%（前回比：pts）
| 候補者名 | 年齢 | 所属党派 | 新旧別 | 得票数   | 得票率 | 推薦・支持 |
| -------- | ---- | -------- | ------ | -------- | ------ | ---------- |
| 沢田和延 | 60   | 無所属   | 新     | 24,962票 | 59.30% |            |
| 堀元     | 69   | 無所属   | 現     | 17,131票 | 40.70% |            |

2019年（平成31年）、無投票により再選。
2023年（令和5年）、選挙戦となったが3選した。
※当日有権者数：81,187人 最終投票率：46.71%（前回比：-6.93pts）
| 候補者名 | 年齢 | 所属党派 | 新旧別 | 得票数   | 得票率 | 推薦・支持       |
| -------- | ---- | -------- | ------ | -------- | ------ | ---------------- |
| 沢田和延 | 68   | 無所属   | 現     | 20,656票 | 55.8%  | 自民・立憲・国民 |
| 宮田達男 | 56   | 無所属   | 新     | 16,331票 | 44.2%  |                  |

## 市政

### 議会との不調和
2020年（令和2年）2月25日、沢田は市議会定例会に、同年3月末で任期満了を迎える佐藤和弥副市長の後任に武田篤司経済環境部長を任命する人事案を提出。しかし市議の一部は水面下で別の候補を推しており、沢田がこれを拒否するなど対立が深まっていた。3月18日に行われた本会議では沢田と市議の対立が表面化。議事が遅れ、採決は午後10時半頃までずれこんだ。結果、反対11、賛成6、退席4の反対多数で市側の人事案は否決、当面の間副市長が不在となることとなった。

### 新型コロナウイルス対策
2020年（令和2年）5月21日、新型コロナウイルス対策の財源に充てるため、自身の6月から2021年（令和3年）3月までの月額給与を20％減額すると発表した、副市長（ただし不在）と教育長については10％減額する。

### いじめ重大事態への対応
2025年6月、江南市の市立中学校に通う3年の女子生徒が1～2年時の深刻ないじめにより、重度の心的外傷後ストレス障害（PTSD）などと診断され、学校側がいじめ防止対策推進法に基づく重大事態として認定、市教育委員会に報告していたことが分かった。生徒側は第三者委員会による詳細な再調査を求めている。2024年10月に学校が市教委に出した報告書などによると、生徒は1年時、他の生徒からの暴力であごを脱臼したり、SNSでいたずら画像を拡散されたりした。また2年時に同級生の文具がなくなった際には、生徒を犯人扱いする誹謗中傷が繰り返されたという。生徒側は1年時から第三者委による調査を学校や市教委に求めていたものの、実施されなかった。2024年11月～2025年1月に学校が行った調査では、本人への聞き取りはなく、生徒側は調査後に主体が学校だったと知った。生徒側は2025年2月、学校から口頭で調査について報告を受けた。すぐに第三者委による再調査を求める所見書を沢田和延宛てに提出したが、6月18日時点で回答はなかった。
6月26日、江南市は市議会全員協議会を開き、第三者委員会を設置して再調査を行うことを明らかにした。沢田は「生徒と保護者に誠意を持って寄り添い、再び同様な事態の発生を防止するための措置を講じたい」と説明した。

## 不祥事

### 民有地の草刈り問題
2020年（令和2年）12月1日、市議会12月定例会の大藪豊数議員（無所属クラブ）の一般質問で、布袋駅の鉄道高架事業に関して、路肩修繕と名目を偽って、実際には民有地の草刈りを行っていたことが分かった。2011年から2020年まで計17回支出していた。沢田は事務処理の不手際を認め謝罪したが、支出自体は「事業推進に不可欠」とし、関係職員に顛末を確認して適切に対処する方針を示した。

### パワハラ問題
2022年（令和4年）8月、江南市議会議員による市職員へのパワハラ疑惑が浮上。しかし、同年10月4日、沢田は議会に対し再発防止に向けた第三者委員会を設置しない方針を伝えた。12月15日、これに対し市議会議長の堀元は第三者委員会設置の再考を求める意見書を議長名で提出。堀と対立する江南クラブ（市長派）は「議長権限の乱用で議会軽視だ」と同日、堀の不信任決議案を議会事務局に持ち込んだ。この動きを察知した堀は機先を制する形で辞職願を届け出た。結果、不信任決議案は取り下げられたが、堀は「とても議長は務められない」と現市政に対する抗議の辞任を強調した。